# 12084 Unno
12084 Unno è un asteroide della fascia principale. Scoperto nel 1998, presenta un'orbita caratterizzata da un semiasse maggiore pari a 2,5815363 au e da un'eccentricità di 0,0940487, inclinata di 13,41319° rispetto all'eclittica.
L'asteroide è dedicato allo scrittore giapponese di fantascienza Unno Juza.